# Pomone (1749)
Pour les autres navires du même nom, voir Pomone et HMS Pomone.
La Pomone était une frégate portant 30 canons, construite par René-Nicolas Levasseur en 1749 à Toulon, et lancée en 1750. Elle fut mise en chantier pendant la vague de construction qui sépare la fin de guerre de Succession d'Autriche (1748) du début de la guerre de Sept Ans (1756). Ce bâtiment était commandé par le capitaine Pierre Sauvage lors de la campagne de la guerre de Sept Ans dans la flotte de Jean Vauquelin en 1759. 

## Historique
En 1759, la Pomone quitte Brest le 21 mars. Elle arrive à Québec le 19 mai 1759 et y passe l'hiver malgré la présence des Anglais à l'intérieur des murs de la cité. Le 15 mai, les navires britanniques le Vanguard et le Diana venus renforcer la flotte anglaise poursuivent les navires français. Le 16 mai, un vaisseau de ligne et deux frégates anglaises donnent la chasse à l'Atalante et à la Pomone. Cette dernière appareille et, sous un coup de vent, s'échoue à l'Anse-au-Foulon. Elle sera coulée le 17 mai à Sillery.